# Harrisburg (Missouri)
Pour les articles homonymes, voir Harrisburg (homonymie).
Harrisburg est un village du comté de Boone, dans le Missouri, aux États-Unis,. Situé à l'ouest du comté, il est incorporé en 1897.

## Démographie
Lors du recensement de 2010, le village comptait une population de 266 habitants. Elle est estimée, en 2016, à 276 habitants.

## Source de la traduction
- (en) Cet article est partiellement ou en totalité issu de l’article de Wikipédia en anglais intitulé « Harrisburg, Missouri » (voir la liste des auteurs).